# 高資敏
高資敏（1939年—），生於台灣雲林縣，具中華民國與美國雙國籍，擁有美國醫師資格，為心臟外科醫師，擔任台灣台北市振興醫院心臟外科顧問，曾任僑選立委。
除醫師身份外，他也是一名業餘畫家，曾展出以熊貓為主題的畫作。他也是一名作家，曾為其友何麗玲寫作傳記。

## 生平
生於台灣，畢業於高雄醫學院。至美國留學，進入紐約大學復健醫學研究院。畢業後取得美國醫師資格，曾任白宮醫師，為人工心臟權威。他同時也是美國喬治城大學、喬治華盛頓大學醫學院教授。
1989年，中國國民黨將其列名為僑選不分區立委，成為第一屆增額立法委員。1990年，影星林青霞曾短暫擔任他的國會助理，形成新聞話題。
2000年，擔任台灣無黨籍聯盟秘書長的高資敏，召開新書發表會，發表《2000年總統大選作票》一書，指控台灣選務單位作票，使宋楚瑜落選。
2002年10月1日，高資敏與其妻楊富美召開記者會，指控衛生署代署長涂醒哲高價進口疫苗，涉及貪污。
2011年，在馮滬祥妨礙性自主案中擔任專家證人，認為馮滬祥未性侵其菲傭。在更三審中，合議庭根據石台平、高資敏的證詞，判決馮滬祥無罪。同年，與其妻楊富美召開記者會，宣稱獲得118萬人連署，希望宋楚瑜參選中華民國總統。但新黨主席郁慕明質疑，高資敏在記者會中只提出連署數字，未出示連署書。11月4日，高資敏居中介紹中國國台辦主任陳雲林的友人韓博士，給宋楚瑜認識，宋楚瑜利用韓博士的手機與陳雲林通話。
2013年，連惠心投資的公司，生產及販賣減肥產品威力纖Plus，其中含有未獲中華民國衛生署核可的成份西替利司他（Cetilistat），連惠心遭到起訴。高資敏出面為連惠心辯護，認為西替利司他不危害人體。
2014年11月20日，台灣爆發臺大醫院器官捐贈移植程序爭議，國民黨立委蘇清泉在諮詢過高資敏與魏崢之後，在立法院指控柯文哲執行器官移植過程不當。高資敏投書媒體，指控台北市候選人柯文哲醫師不法摘取器官。

## 家庭
其妻楊富美。

## 作品
- 高資敏著，《現代醫學教育論集》，合記圖書出版社出版，1979年，台業字第0698號。
- 高資敏著，《不念蕭何念蒼生》，時報出版，1985年，台業字第0214號。
- 高資敏著，《何麗玲：成長、感情、理財、生活》，商智文化出版，1998年，ISBN 957-667-139-6。
- 高資敏著，《二０００年總統大選－作票》，商智文化出版，2000年，ISBN 9789576677175。